# Secolul 21 (revistă)
Înainte de 2001 revista  Secolul 21  s-a numit  Secolul 20 . 
Revista Secolul 20 a fost întemeiată ca o revistă de literatură universală editată de Uniunea Scriitorilor din România. A început să apară, lunar, din ianuarie 1961, în format de carte, așa cum a gândit-o graficianul Eugen Mihăescu, cel care a fost directorul artistic al revistei până în 1963. Primul redactor șef  a fost Marcel Breslașu între anii 1961-1963, urmat fiind vreme de aproape trei decenii (1963 - 1990) de Dan Hăulică. Primul secretar general de redacție a fost Dinu Săraru (pînă în 1963).
Începând cu primul număr din anul 2001 revista Secolul 20, editată din 1994 de către Fundația Culturală Secolul 21 sub egida Uniunii Scriitorilor din România și cu sprijinul Programului Națiunilor Unite pentru Dezvoltare, a căpătat numele Secolul 21, „publicație periodică de sinteză: literatură universală, științele omului, dialogul culturilor”.

## Prezentare
Fiecare număr conține o selecție de articole, eseuri și texte de proză și poezie ale unor autori români și străini de prestigiu, precum și traduceri ale unor importante lucrări contemporane relevante pentru tematica în discuție. Mai mult decât o simplă antologie de texte, fiecare număr propune o nouă parcurgere și interpretare a unui curent cultural, personalități sau problematici de actualitate. Revistă trimestrială, Secolul 21 apare în format de carte (aproximativ 300 de pagini), cu ilustrații alb-negru și color, într-un tiraj de cca 2.000 de exemplare.

Revista este prezentă în biblioteci în seria de periodice de Teoria literaturii și Literatură comparată.

## Recunoaștere internațională
Revista și-a obținut în timp o adevărată faimă națională și internațională: în noiembrie 1987, la Paris, ea a fost încununată cu „Premiul pentru cea mai bună revistă de literatură și artă din lume”, decernat cu ocazia Bienalei UNESCO organizată la Centrul Cultural „Georges-Pompidou” Faima internațională a revistei Secolul 20 este legată în mod deosebit de numele redactorului ei șef Dan Hăulică, al artistei plastice Geta Brătescu și al poetului Ștefan Augustin Doinaș.
Ea este primul periodic românesc lansat în mod oficial într-o instituție pan-europeană, numărul „Europele din Europa” fiind prezentat oficial în cadrul sesiunii plenare a Parlamentului European de la Strasbourg din iunie 2000.

## Colectivul redacțional actual
- Colegiul onorific: Michel Deguy, Pierre Oster, Virgil Nemoianu, Jean Starobinski, Gianni Vattimo, Nicolae Balotă, Geta Brătescu, Solomon Marcus, Irina Mavrodin, Mihai Șora, Eugen Vasiliu
- Director - Alina Ledeanu
- Director artistic - Geta Brătescu
- Redactor-șef - Livia Szasz
- Redactori - Carmen Diaconescu, Alina Țarălungă, Adriana Ghițoi, Monica Pillat
- Coordonator proiecte - Liliana Gîț
- Editor WEB - Lucian Leibovici

## ISSN-uri
- Secolul 20 - ISSN 0037-0517
- Secolul 21 (continuare a Secolul 20) - ISSN 1582-4802
- Secolul 21 (suport online Secolul 21) - ISSN 1583-6207